# (1813) Imhotep
(1813) Imhotep ist ein Asteroid des Hauptgürtels, der am 17. Oktober 1960 vom niederländischen Forscherteam Cornelis Johannes van Houten, Ingrid van Houten-Groeneveld und Tom Gehrels im Rahmen des Palomar-Leiden-Surveys entdeckt wurde.
Der Name des Asteroiden ist von dem historischen ägyptischen Architekten Imhotep abgeleitet.